# پیتسبرگ (فیلم ۲۰۰۶)
پیتسبرگ (انگلیسی: Pittsburgh) فیلمی به کارگردانی کریس بردلی است که در سال ۲۰۰۶ منتشر شد. از بازیگران آن می‌توان به جف گلدبلوم، ایلیانا داگلاس، اد بیگلی. جی آر و موبی اشاره کرد.